# Ommatoleucon ocularis
Ommatoleucon ocularis är en kräftdjursart som först beskrevs av Hale 1945.  Ommatoleucon ocularis ingår i släktet Ommatoleucon och familjen Leuconidae. Inga underarter finns listade i Catalogue of Life.